# Iglesia de Nuestra Señora del Rosario de Hatoviejo
La Iglesia de Nuestra Señora del Rosario de Hatoviejo, más conocida como Capilla de Hatoviejo es un templo religioso de culto católico bajo la advocación de la Virgen del Rosario, está situada al costado sur del Parque Santander del municipio de Bello, Colombia. Al templo se le comenzó a llamar "Capilla" para diferenciarla de la nueva iglesia fundada en 1947 en el costado norte de dicho parque, la cual también está consagrada a la Virgen del Rosario.
El templo es de estilo ecléctico con sistema constructivo colonial, construido entre 1792 y 1796. Todas las imágenes y objetos que hay en su interior fueron traídos de España. En el templo fue bautizado Marco Fidel Suárez, y fue declarado Monumento Nacional de Colombia en 1960. Además, la capilla pertenece a la jurisdicción eclesiástica de la Arquidiócesis de Medellín. 

## Historia
La primera referencia sobre la capilla la hizo el capitán don Juan de Piedrahíta, colonizador español, quien fue propietario de la hacienda Hato Viejo (que hoy es el centro de Bello). En su testamento expresa que se le vele en la Capilla del Hato (año 1660). 
En la segunda mitad del siglo XVIII la población de Hatoviejo se triplicó (1000 habitantes que formaron 160 familias). En su gran mayoría fueron personas pobres y campesinas que habían (por la distancia) "crecido en cierto relajamiento de las costumbres". De ahí la queja de los párrocos y las visitas de la Santa Inquisición. En 1770, el arzobispo de Popayán, Gerónimo Antonio de Obregón y Mena, ordenó cerrar las capillas de todas las haciendas, y solo dejó vigente la de Hato Viejo, donde se inició el proceso de erección de la parroquia, conservando la advocación en honor a Nuestra Señora del Rosario, para lo cual se debía demoler y construir un nuevo templo.
Ante el incumplimiento de la orden de demolición de la vieja capilla y la construcción de la nueva, el obispo de Popayán, Ángel Velarde y Bustamante visitó la localidad en 1792 y luego de analizar la situación, determina que se debe demoler el viejo templo para luego construir uno nuevo. Por lo cual, el prelado hizo un balance de las joyas de la virgen y encargó al Pbro. Casimiro Tamayo y a Carlos Paniagua (con consentimiento de la reunión de vecinos) venderlas y dedicar las ganancias a la construcción de la nueva iglesia.
En dicho balance de las joyas se contó 197 entre gargantillas de oro, cruces y dos coronas con cetro. Todas las joyas se describieron. Las más bellas pudieron ser "...una rosa con cruz de 19 esmeraldas engastada en oro; una gargantilla de 55 cuentas medianas y rayadas, de oro con cruz de lo mismo pendiente de una águila de oro y un relicario de lo mismo con Santa Teresa a un lado y un corazón al otro...".
Durante la visita ordenó construirla con áreas necesarias: una pieza al lado opuesto de la sacristía, con una sola puerta a la iglesia, que sirva para guardar los utensilios y reliquias; un baptisterio en cuadro con rejas de madera torneada, puerta y cerradura, una buena pila bautismal; una tinaja con agua "pura y limpia"; dos pilas de agua bendita, un retablo de escultura sencilla, un sagrario, un púlpito y dos confesionarios "buenos con rejas estrechas".
Se mandó trasladar las tumbas al nuevo templo, vender el lote que resultare de la demolición de la vieja capilla y hacer casullas decentes para el cáliz con capa azul, flores blancas y galón de oro; se ordenó fundir los ocho candelabros de plata para hacer cuatro de buen tamaño; conservar los vasos sagrados, ornamentos, alhajas y pinturas; y se "...traslade y coloque con decencia a la Imagen de Nuestra Señora de Guadalupe en la iglesia parroquial..."
Al vender el solar que resultare de la demolición de la vieja capilla, se ordenó respetar la plaza "...que debe presentarse para el previo desahogo y lucimiento de la nueva...". La plaza -dice el documento citado- es de legítima pertenencia de la Iglesia Parroquial, "según diligencia practicada por el Presbítero Don Luis Francisco López de la Sierra en virtud de comisión confidencial de nuestro vicario de Medellín". Y no es que la autoridad eclesiástica hubiese usurpado la tierra. El Hatoviejo fue dado desde 1690 en capellanía a dos hijos del capitán Antonio de Piedrahíta: Luis y Alonso. Con esta figura rentística (la capellanía) la iglesia hacía del beneficiario un presbítero, y la tierra pasaba a perpetuidad a producir para pagar réditos o renta. Es decir, la tierra se amortizaba. A su vez la capellanía tenía un titular o administrador quien, en definitiva, garantizaba los pagos.
La capellanía sobre Hatoviejo se hizo sobre un valor de 2.000 pesos en oro de veinte quilates. Los hijos del capitán Piedrahíta, en 1708, pasaron parte de esta capellanía o hipoteca, a las tierras del pedregal, pero solo por 500 pesos de oro de veinte quilates. Esto desamortizó en algo la tierra del Hato, permitiendo la compraventa y el poblamiento durante el siglo XVIII, y que la iglesia conservara poder sobre la plaza y sus derredores.
La nueva iglesia de Hatoviejo se comenzó 1792 y se edificó en tapia y teja y la fachada principal en adobe, la obra se terminó en 1796. 
Originariamente, las reliquias fueron las doce pinturas que representan a los apóstoles, y la imagen de la patrona Virgen Nuestra Señora del Rosario de Guadalupe. Dice de ellas Marco Fidel Suárez en "los Sueños de Luciano Pulgar", que son óleos de "pincel español que quizá donaría doña Ana" de Castrillón Bernardo. De ellas sí puede afirmarse con certeza, fueron inventariadas en la visita de 1792. Fue muy probable que las joyas y reliquias en su mayoría las donara dicha acaudalada señora desde fines del siglo XVII o principios del siglo XVIII, puesto que ella fue la titular de una de las capellanías que pesaron sobre el Hatoviejo.

### Decadencia y restauración
A finales del siglo XIX, la feligresía de Bello se dirigió al obispo de Medellín, Bernardo Herrera Restrepo, informándole de las serias amenazas de ruina que presentaba la vieja capilla de Hatoviejo, recomendando que debía ser sustituida por otra más amplia y funcional. El lugar escogido fue un terreno ubicado en el marco del parque principal de Bello, diagonal a la capilla de Hatoviejo, donde hoy se levanta el actual templo de Nuestra Señora del Rosario. 
El proyecto del nuevo templo estuvo paralizado por un tiempo, mientras tanto la vieja capilla fue refaccionada, incrementándole unos metros más su techo y modificando algunos aspectos de su fachada. En 1936 se reanudó la construcción del nuevo tempo, el cual fue inaugurado el 10 de octubre de 1947. En ese mismo año fue cerrada la vieja capilla, y con el paso del tiempo comenzó a deteriorarse. Tan olvidada estuvo que incluso llegó a funcionar como una fábrica de baldosas, no obstante haber sido declarada monumento nacional en 1960, mediante la Ley 103 de diciembre de ese año, la salvó de un triste final.
Pero aun así, la capilla continuo en el olvido y deteriorándose con el paso del tiempo. Tan solo en el año 2005 comenzaron los trabajos de restauración, los cuales se desarrollaron en varias etapas y estuvieron a cargo de la Fundación Ferrocarril de Antioquia. El proyecto tuvo una inversión de 1.959 millones de pesos, de los cuales el Gobierno Nacional, a través del Ministerio de Cultura, aportó de 920 millones de pesos, la Gobernación de Antioquia colaboró con 589 millones de pesos y el Municipio de Bello con 450 millones de pesos. El 16 de octubre de 2010 se realizó la reapertura con una celebración eucarística oficiada por el arzobispo de Medellín, monseñor Ricardo Tobón Restrepo.